# Zapotal San Miguel 1ra. Sección Ramal Uno
Zapotal San Miguel 1ra. Sección Ramal Uno är en ort i Mexiko.   Den ligger i kommunen Huimanguillo och delstaten Tabasco, i den sydöstra delen av landet, 600 km öster om huvudstaden Mexico City. Zapotal San Miguel 1ra. Sección Ramal Uno ligger 14 meter över havet och antalet invånare är 255.
Terrängen runt Zapotal San Miguel 1ra. Sección Ramal Uno är mycket platt. Runt Zapotal San Miguel 1ra. Sección Ramal Uno är det ganska glesbefolkat, med 45 invånare per kvadratkilometer. Närmaste större samhälle är Paso de la Mina 2da. Sección, 4,6 km söder om Zapotal San Miguel 1ra. Sección Ramal Uno. Trakten runt Zapotal San Miguel 1ra. Sección Ramal Uno består till största delen av jordbruksmark.